# (33706) 1999 LD5
1999 LD5 (asteroide 33706) é um asteroide da cintura principal. Possui uma excentricidade de 0.10129160 e uma inclinação de 15.83465º.
Este asteroide foi descoberto no dia 10 de junho de 1999 por LINEAR em Socorro.